# Estakáda Hričovský kanál
Estakáda Hričovský kanál je estakáda na dálnici D1. Se svou délkou 2081 m je nejdelším mostem na území Slovenska. 
Šlo o jeden z rozhodujících stavebních objektů v rámci výstavby II. úseku dálnice D1 Sverepec - Vrtižer, který vytvořil obchvat Považské Bystrice a zkompletoval tak souvislý dálniční tah mezi Bratislavou a Žilinou. Zhotovitelem úseku byly v letech 2007 - 2010 firmy Váhostav SK, Strabag a Bögl a Krýsl. Účelem mostu bylo bezpečně provést dálnici D1 přes záplavové území řeky Váh a Hričovského kanálu bez ovlivnění výšky povodňových stavů.
Most se řešil jako dva souběžné dálniční objekty s třemi dilatačními celky. První se navrhl jako spojitá spřažená ocelovo-železobetonová nosná konstrukce s 25 poli. Druhý dilatační celek se řešil z tyčových předpjatých prefabrikátů dlouhých 38 m a 36 m, které jsou spřažené s železobetonovou deskou a vytvářejí spojitou konstrukci s 21 poli. Třetí byl vybudován letmou betonáží.